# 天ヶ森城
天ヶ森城（てんがもりじょう）は、愛媛県宇和島市にあった日本の城（山城）。

## 概要
標高334mの山頂に築かれ、出丸、本丸、馬場の三段構造となっていた。
津島殿と称された越智氏は宇和郡に1万石を領有し、釈迦ヶ森城、かひの森城、秀松城などに在城した後、当城を本拠にしたとされる。天正8年（1580年）に当城は長宗我部氏に攻められて落城し、城主の越智通繁は自害している。その後は越智通顕が城主となったが嗣子がなかったため勧修寺氏から養子を迎え、通顕の死後は清家氏が当城に城代を送っている。